# Хименес Медина, Каталино Клаудио
Каталино Клаудио Хименес Медина (исп. Catalino Claudio Giménez Medina, 25 ноября 1940 года, Пуэрто-Пинаско, Парагвай) — парагвайский прелат. Титулярный епископ Гораи и вспомогательный епископ Асунсьона с 8 ноября 1991 по 3 июня 1995. Епископ Каакупе с 3 июня 1995 по 29 июня 2017.

## Биография
Родился 25 ноября 1940 года в городе Пуэрто-Пинаско, Парагвай. Получил среднее образование в колледже имени Лазаньи в Асунсьоне. В 1960 году изучал медицину и в 1961—1962 годах — философию в Национальном университете Асунсьона, после чего поступил в семинарию в Сантьяго-де-Чили, где изучал богословие с 1963—1964 годах. Своё богословские обучение продолжил в Сан-Паулу (Бразилия) в семинарии паллотинцев. В 1966 году переехал на учёбу в Германию, где продолжил изучать богословие в Университете Мюнстера. 15 октября 1972 года был рукоположен в священника в соборе Асунсьона для служения в архиепархии Асунсьона. В 1972 - 1973 годах служил в Буэнос-Айресе. В 1977 году возвратился в Парагвай и был назначен капелланом в Католическом университете Вознесения Девы Марии в Асунсьоне. С 1981 года служил настоятелем в приходе города Тупаренда. 
8 ноября 1991 года Римский папа Иоанн Павел II назначил Каталино Клаудио Хименеса Медину вспомогательным епископом Асунсьона и титулярным епископом Гораи. 22 декабря 1991 года состоялось рукоположение в епископа, которое совершил архиепископ Асунсьона Фелипе Сантьяго Бенитес Авалос в сослужении с прелатом территориальной прелатуры Энкарнасьона Хорхе Адольфо Карлосом Ливьересом Банксом и прелатом территориальной прелатуры Альто-Параны Эустакио Пастором Кукехо Вергой.
С 2011 года являлся председателем Конференции католических епископов Парагвая.